# Turnerschaft Bergisch Gladbach 1879
Der Turnerschaft Bergisch Gladbach 1879 e.V. (kurz TS 79) ist ein Sportverein aus Bergisch Gladbach. Er wurde 1879 gegründet und ist einer der größten Sportvereine der Stadt.
Neben den typischen Abteilungen eines Sportvereins existieren folgende Angebote für Vereinsmitglieder und als Kurse für Nicht-Mitglieder:
- Kinder und Jugendliche
- Fitness und Gesundheit
- Rehabilitationssport

Der Verein arbeitet im Handball mit zwei anderen Vereinen zusammen (TV Refrath und SV Blau-Weiß Hand), um den Handballsport in Bergisch Gladbach in der HSG Refrath/Hand zu konzentrieren. Deren 1. Mannschaft der Herren spielt seit der Saison 2022/2023 in der Handball-Regionalliga Nordrhein. Der Sieger dieser Liga ist berechtigt, in die 3. Bundesliga aufzusteigen.